# Курчалоївський район
Курчалоївський район (чеч. Курчалойн кӀошт, з 1944 по 1957 рік — Шурагатський район) — адміністративний район у східній частині Чечні.
Адміністративний центр — село Курчалой.

## Географія
Район межує на сході — з Ножай-Юртовським районом, на півночі і заході — з Гудермеським і  Шалінським районами, на півдні — з Веденським районом.
Розташований в передгірській зоні на південному сході Чеченської Республіки. Площа території — 975 км². Протяжність території із заходу на схід в середньому 35 км, з півночі на південь — 30 км.

## Адміністративний поділ
У 2009 році в Курчалоївському районі було створено 13 сільських поселень.